# Streitkräfte der Republik Arzach
Die Streitkräfte der Republik Arzach (armenisch Արցախի Հանրապետության Պաշտպանության բանակ Arzachi Hanrapetutjan Paschtpanutjan banak) waren die Streitkräfte der international nicht anerkannten Republik Arzach. Sie wurden 1992 im Zuge des Konfliktes um die Region Bergkarabach gegründet, um das bis 2017 als Republik Bergkarabach bezeichnete De-facto-Regime zu schützen. Nach der Kapitulation der Republik Arzach am 20. September 2023 begann die Entwaffnung der Streitkräfte. Ihre Auflösung wurde noch im gleichen Monat abgeschlossen.

## Geschichte
Die Streitkräfte wurden offiziell am 9. Mai 1992 zum Schutz armenischer Zivilisten aus Freischärlerverbänden gegründet. Zuvor kämpften die Milizen in kleinen Einheiten von nicht mehr als 40 Mann. In den Anfangsmonaten des ersten Krieges zwischen Aserbaidschan und Einheiten aus Armenien und Bergkarabach waren die Streitkräfte schlecht ausgerüstet und unkoordiniert. Dies verbesserte sich im Laufe des Krieges, und die Truppen der Republik Bergkarabach konnten gemeinsam mit der armenischen Armee große Teile des von Bergkarabach beanspruchten Gebiets unter ihre Kontrolle bringen. Außerdem besetzten sie ganz oder teilweise die aserbaidschanischen Bezirke Ağdam, Cəbrayıl, Füzuli, Kəlbəcər, Laçın, Qubadlı und Zəngilan, die außerhalb des früheren autonomen Gebiets Bergkarabach liegen. Am 12. Mai 1994 trat ein Waffenstillstandsabkommen in Kraft. Während des Krieges kamen rund 17.000 Armenier und 25.000 Aserbaidschaner ums Leben. Die Hauptaufgabe der Streitkräfte war danach bis 2023 die Verteidigung der Grenze der international nicht anerkannten Republik. Entlang der Grenze waren Schützengräben ausgehoben und es kam immer wieder zu Schusswechseln mit den Aserbaidschanischen Streitkräften mit Toten und Verletzten. Auch waren die Streitkräfte von Arzach faktisch eng mit der Armee Armeniens verflochten, welche wiederum mit den Russischen Streitkräften zusammenarbeitet.
Im Krieg um Bergkarabach 2020 kämpften die Streitkräfte erneut gemeinsam mit den armenischen Einheiten. Innerhalb von sechs Wochen konnte Aserbaidschan, das insbesondere von der Türkei unterstützt wurde, dennoch ein Drittel der Republik Arzach einnehmen. Nach der Einnahme der strategisch wichtigen Stadt Şuşa wurde ein Waffenstillstandsabkommen vereinbart, das die Überlassung eines weiteren Drittels des De-facto-Regimes an Aserbaidschan zur Folge hatte. Obwohl seitdem die Kontaktlinie beider Konfliktparteien von russischen Friedenstruppen überwacht wurde, kam es dennoch zu weiteren vereinzelten Gefechten parallel zum armenisch-aserbaidschanischen Grenzkonflikt. Als Russland seit 2022 durch einen Angriffskrieg gegen die Ukraine gebunden war, nahm die Intensität des Konflikts im Kaukasus weiter zu.
Nachdem Aserbaidschan am 19. September 2023 eine erneute Offensive begonnen hatte, kapitulierte Arzach bereits am darauffolgenden Tag. Es wurde die Entwaffnung der Streitkräfte der Armenier in Arzach zugesagt, die danach unter Kontrolle der russischen Friedenstruppen begann. Aserbaidschan bot allen Soldaten der Streitkräfte von Arzach eine Amnestie an, außer jenen, denen Verbrechen im Ersten Krieg um Bergkarabach in den 1990er Jahren vorgeworfen würden. Am 29. September erklärte der armenische Verteidigungsminister, dass die Soldaten der aufgelösten Armee von Arzach ihren Dienst in der armenischen Armee fortsetzen können. Am 3. Oktober bestätigte Aserbaidschan, dass die Streitkräfte von Arzach aufgelöst sind und alle Waffen eingesammelt wurden.

## Ausrüstung
Es gibt keine offiziellen Daten zum Budget und zur Ausrüstung der Streitkräfte. Die verfügbaren Daten sprechen von weniger als 400 Panzern. Außerdem soll die Armee Raketenwerfer der Typen BM-21 und WM-80 sowie R-17-Raketen besitzen. Das Standardgewehr der Infanterie ist die AK-74. Des Weiteren ist sie mit Makarow-Pistolen und Panzerfäusten des Types RPG-7 ausgerüstet. Die Luftstreitkräfte besitzen 2 Erdkampfflugzeuge Suchoi Su-25, 5 Kampfhubschrauber Mil Mi-24, 5 Transporthubschrauber Mil Mi-8 und 4 Drohnen des Typs Krunk UAV. Ebenso gibt es mehrere Artilleriegeschütze.